# الجبردق

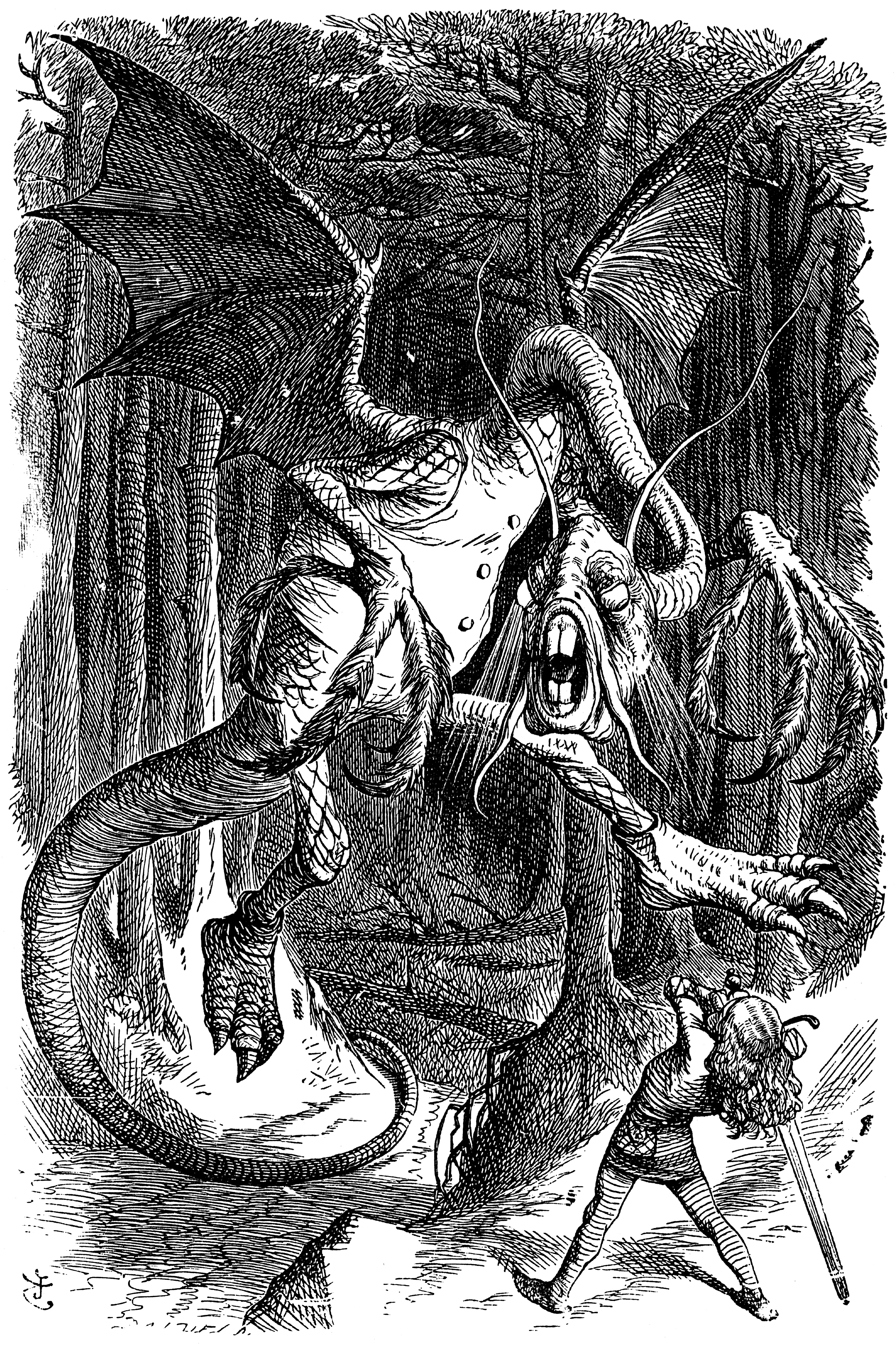
الجبردق، من إبداع جون تينيل، 1871

«الجبردق» قصيدة ترهات بقلم لويس كارول عن قتل مخلوق اسمه «الجبردق». تم تضمينها في روايته عبر المرآة لعام 1871، وهي تكملة لرواية مغامرات أليس في بلاد العجائب (1865). يحكي الكتاب عن مغامرات أليس في عالم موازي يسمى أرض المرايا.
في مشهد مبكر واجهت فيه لأول مرة شخصيات قطعة الشطرنج الملك الأبيض والملكة البيضاء، وجدت أليس كتابًا مكتوبًا بلغة تبدو غير مفهومة. أدركت أنها تسافر عبر عالم مقلوب، وأدركت أن الأبيات على الصفحات مكتوبة بالعكس. تحمل مرآة لإحدى القصائد وتقرأ الشعر المنعكس لقصيدة «الجبردق». تجد أن الأبيات مجرد ترهات بلا معنى شأنها شأن الأرض الغريبة التي مرت إليها، ثم تكتشف لاحقًا أنها تصور مشهدا خياليا.
تعتبر «الجبردق» واحدة من أعظم قصائد الترهات المكتوبة باللغة الإنجليزية. خرج من رحم لغتها المرحة والمتقلبة كلمات غير منطقية وعبارات جديدة مثل "galumphing" و"chortle".

## القصيدة
قصيدة الجبردق باللغة الإنجليزية:
'Twas brillig, and the slithy toves
Did gyre and gimble in the wabe;
All mimsy were the borogoves,
And the mome raths outgrabe.
"Beware the Jabberwock, my son!
The jaws that bite, the claws that catch!
Beware the Jubjub bird, and shun
The frumious Bandersnatch!"
He took his vorpal sword in hand:
Long time the manxome foe he sought—
So rested he by the Tumtum tree,
And stood awhile in thought.
And as in uffish thought he stood,
The Jabberwock, with eyes of flame,
Came whiffling through the tulgey wood,
And burbled as it came!
One, two! One, two! And through and through
The vorpal blade went snicker-snack!
He left it dead, and with its head
He went galumphing back.
"And hast thou slain the Jabberwock?
Come to my arms, my beamish boy!
O frabjous day! Callooh! Callay!"
He chortled in his joy.
'Twas brillig, and the slithy toves
Did gyre and gimble in the wabe;
All mimsy were the borogoves,
And the mome raths outgrabe.